# Kofarnikhon
Le Kofarnikhon ou Kafirnigan (en tadjik Кофарниҳон) est une rivière du Tadjikistan. C'est l'un des plus importants affluents de l'Amou Daria après le Piandj et le Vakhch.

## Géographie
Il naît sur les pentes méridionales des monts Gissar dans le district de Vahdat (appelé auparavant district de Kafirnigan) de la province de Nohiyahoi tobei Jumhurii, et coule sur 387 kilomètres en direction du sud-ouest. Il traverse les villes de Kofarnihon, Vahdat, et contourne Douchanbé par sa banlieue sud. Là, en rive droite, il reçoit les eaux abondantes du Varzob. Il change alors d'orientation et prend la direction du sud. Il traverse ainsi la province de Khatlon se dirigeant vers la frontière afghane. Dans ce secteur, il forme la frontière avec l'Ouzbékistan sur quelque 40 kilomètres.
Il se jette enfin dans l'Amou Daria en rive droite, à quelque 40 km à l'ouest de la confluence entre le Vakhch et le Piandj.

## Affluents
- Le Varzob est son principal affluent. Né, comme le Kafirnigan, dans les monts Gissar, le Varzob lui donne ses eaux en rive droite, juste après avoir traversé la ville de Douchanbé.
- Le Khanaka, est aussi un affluent abondant en rive droite, venu des monts Gissar. Il baigne la ville de Hisor située à une vingtaine de kilomètres à l'ouest de Douchanbé, avant de se jeter dans le Kofarnikhon.

## Hydrologie
Le Kafirnigan est une rivière abondante. Son débit mesuré de 1961 à 1990 se montait à 162 mètres cubes par seconde, soit plus de la moitié du débit de la Seine à Paris. C'est une importante source d'eau potable notamment pour la ville de Douchanbé, capitale du pays. Il est pollué sur son cours inférieur, en raison des rejets insuffisamment traités au sortir des villes de Douchanbé et de Vahdat.

### Hydrométrie - Les débits du Kofarnikhon à Tartki
Le débit du Kofarnikhon a été observé pendant 40 ans (entre 1936 et 1985) à Tartki, localité tadjike située à l'entrée de la rivière dans la plaine sèche de l'Amou-Daria, à 80 kilomètres de son confluent avec le fleuve. Dans le secteur inférieur, entre Tartki et le fleuve, le Kofarnikhon ne reçoit plus aucun affluent de quelque importance, et son débit cesse de croître.
À Tartki, le débit inter annuel moyen ou module observé sur cette période était de 158 m3/s pour une surface de bassin de 9 780 km2. La lame d'eau écoulée dans son bassin versant utile (où se produit réellement un écoulement) atteint ainsi le chiffre de 510 millimètres par an, ce qui peut être considéré comme très élevé, et correspond à l'écoulement important de presque tous les cours d'eau principaux du Tadjikistan, lequel constitue le principal château d'eau d'Asie centrale.